# Mesostalita
Mesostalita là một chi nhện trong họ Dysderidae.